# 주미국 일본 대사관
주미국 일본 대사관(영어: Embassy of Japan, Washington, D.C., 일본어: 在アメリカ合衆国日本国大使館)은 일본이 미국 워싱턴 D.C.에 설치한 대사관이다. 

## 상세
이 대사관이 위치하고 있는 곳은 워싱턴 D.C.의 메사추세츠 대로 2520번지에 위치하고 있지만, 엠버시로우 부근에 자리잡고 있다. 또한 이 대사관은 미국 내에서의 대사 업무를 위주로 보는 것을 기본으로 하여, 영사 업무의 관할 구역으로는 워싱턴 D.C. 특별행정구 외에도 메릴랜드주와 버지니아주를 관할 구역으로 삼는다. 또한 해당 건물은 1931년에 준공된 것으로 보고되어 있다.

## 대사
- 슈조 아오키 자작, 1906–1908
- 코고로 다카히라 남작, 1908–1909 (2번 역임)
- 코사이 우치다 자작, 1909–1911
- 수테미 친다 자작, 1912–1916
- 아이마로 사토, 1916–1918
- 키쿠지로 이시이 자작, 1918–1919
- 키주로 시데하라 남작, 1919–1922
- 마사나오 하니하라, 1922–1924
- 츠네오 마츠다이라, 1924–1928
- 카스지 데부치, 1928–1934
- 히로시 사이토, 1934–1939
- 켄스케 호리노치, 1939–1940
- 키치사부로 노무라, 1941–1944 (진주만 공격 당시 대사)
- 사부로 쿠루수, 1941–1945 (미국과 평화협상을 위한 특별사절)
- 미국의 일본 점령 (1945–1952)
- 에이키치 아라키, 1952–1953
- 사다오 이구치, 1954–1956
- 마사유키 타니, 1956–1957
- 고이치로 아사카이, 1957–1963
- 류지 타케우치, 1963–1967
- 타케소 시모다, 1967–1970
- 노부히코 우시바, 1970–1973
- 타케시 야스카와, 1973–1976
- 후미히코 토고, 1976–1980
- 요시오 오카와라, 1980–1985
- 노부오 마츠나가, 1985–1989
- 료헤이 무라타, 1989–1992
- 타카카즈 쿠리야마, 1992–1995
- 쿠니히코 사이토, 1995–1999
- 슌지 야나이, 1999–2001
- 료죠 카토, 2001–2008
- 이치로 후지사키, 2008–2012
- 겐이치로 사사에, 2012–2018
- 신스케 스기야마, 2018–2021
- 도미타 고지, 2021–2023[3]
- 시게오 야마다, 2023–현임

## 소재지
- 미국 워싱턴 D.C. 노스웨스트(영어판) 메사추세츠 대로(영어판) 2520번지

## 같이 보기

### 일반 주제
- 만엔 원년 미국 파견 사절
- 주일본 미국 대사관
- 미국-일본 관계

### 미국에 설치한 다른 대사관
- 주미국 대한민국 대사관
- 주미국 중국 대사관
- 주미국 몽골 대사관
- 주미국 타이베이 경제문화대표처
- 주미국 러시아 대사관
- 주미국 멕시코 대사관